# Давид Штрбац
Давид Штрбац је књижевни јунак из приповедака и драма српског књижевника Петра Кочића. Осмишљен је као снажно уобличени књижевни тип лукавог сељака, који се на духовит и домишљат начин бори против високих намета и неправди усмерених против сиромашног сељаштва. Сматра се једним од најпознатијих јунака српске књижевности.
Штрбац је најпознатији као главни јунак приповетке Јазавац пред судом (1904), коју је Кочић убрзо прерадио у истоимену драму. Не би ли казао горку истину о тешком положају сељака кога подједнако пљачкају и окупаторска власт и домаћи зеленаши, Штрбац навлачи на себе маску лакрдијаша и долази на суд да тужи јазавца, јер му је појео принос кукуруза. Овај књижевни лик је временом прерастао оквире политичке сатире једног времена и постао универзално оличење обесправљеног и искоришћеног човека, који је свестан свога очајног положаја и тражи правду. Давид Штрбац се појављује и као споредни јунак у Кочићевим приповеткама Туба, Мејдан Симеуна Ђака, Тавновање и у драми Суданија. У граду Бања Лука, у општини Паприковац, налази се улица која носи Давидово име.

## Историјски прототип
Петар Кочић је већину својих књижевних ликова заснивао на стварним личностима из његове родне Босанске Крајине. Историјски Давид Штрбац се родио 1836. а умро 1906. Према речима мештана стварни Штрбац је био: исти онакав како га Кочић описује, а ни догађај с јазавцем није измишљен јер је Давид уистину доносио јазавца у суд, да га тужи за поједене кукурузе, па га је, правећи се луцкаст и наиван, пустио у судници.